# Heinz Kapelle

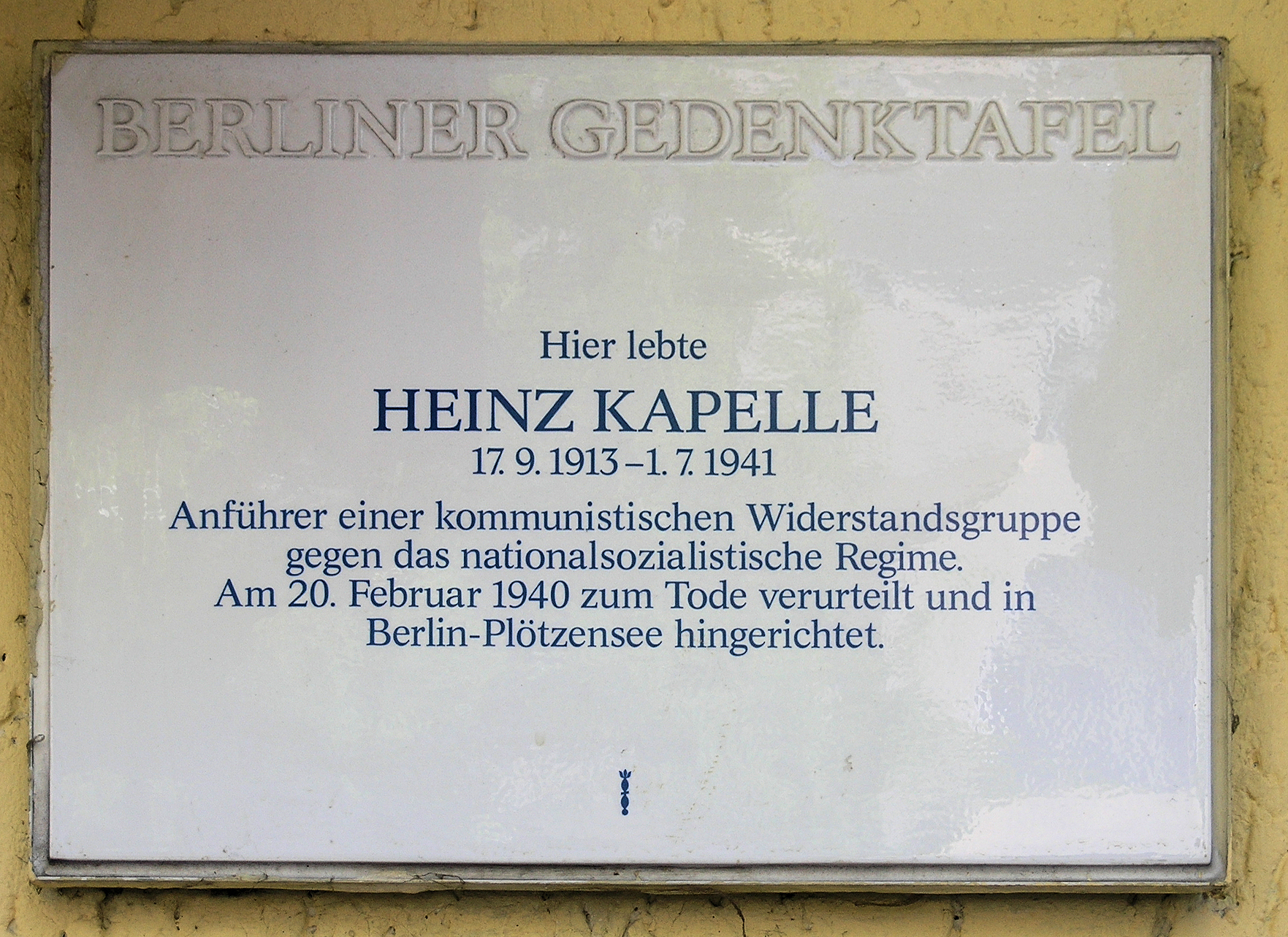
Berliner Gedenktafel am Haus Weserstraße 168, in Berlin-Neukölln

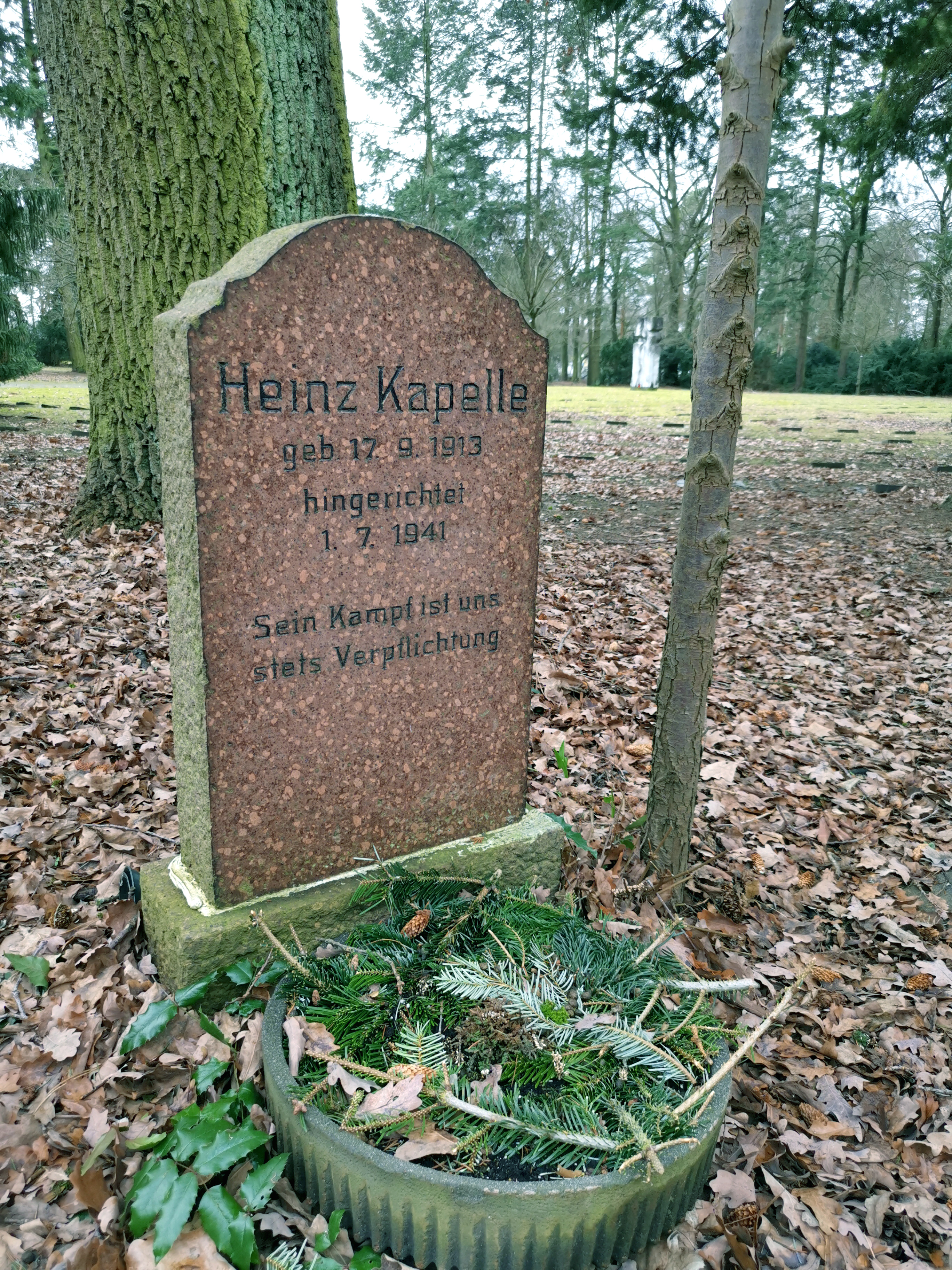
Grabstelle auf dem Tempelhofer Parkfriedhof in Berlin

Karl Heinz Wilhelm Kapelle (* 17. September 1913 in Berlin; † 1. Juli 1941 in Berlin-Plötzensee) war als Anführer einer kommunistischen Jugendgruppe in Berlin ein Widerstandskämpfer gegen den Nationalsozialismus.

## Leben
Kapelle erlernte zwischen 1928 und 1932 den Beruf des Buchdruckers und war dann bis 1934 arbeitslos. Seit 1931 gehörte er dem Arbeitersportverein „Fichte“ an. Im selben Jahr trat er dem Kommunistischen Jugendverband Deutschlands bei, in dem er ab 1933 illegal in Neukölln gegen die Nationalsozialisten kämpfte. Er war aktiv an der Herstellung und Verbreitung von verbotenem Informationsmaterial beteiligt.
Im Frühjahr 1934 wurde Kapelle zum ersten Mal verhaftet und am 20. September 1934 zu zwei Jahren Gefängnis verurteilt. Nach der Haftentlassung setzte er den Widerstandskampf z. B. mit der Herstellung und Verbreitung illegaler Flugschriften, in denen auf die drohende Kriegsgefahr aufmerksam gemacht wurde, im Südosten Berlins fort. Da er seit Mitte 1938 in einer Druckerei beschäftigt war, nutzte er auch dort die Möglichkeit zur Herstellung von Flugblättern.
Er war mit Erich Ziegler und Elli Fuchs am Aufbau einer antifaschistischen Jugendgruppe beteiligt, zu der 1939 rund 60 junge Frauen und Männer aus dem ehemaligen KJVD, der SAJ und der katholischen Jugend gehörten, die überwiegend aus Neukölln, aber auch aus Kreuzberg, Tempelhof und Treptow stammten. Heinz Kapelle erhielt die Aufgabe, Verbindung zu einem Auslandsinstrukteur des ZK der KPD zu halten und das von ihm mitgebrachte illegale Material – Beschlüsse der KPD und des KJVD, vom Schriftsteller Heinrich Mann verfasste Flugblätter, Argumentationen gegen die nationalsozialistischen Jugendgesetze und anderes mehr – weiterzugeben.
Am 8. September 1939, wenige Tage nach Beginn des Zweiten Weltkrieges, verteilte die Gruppe das selbst hergestellte Flugblatt Ich rufe die Jugend der Welt. Die Gestapo suchte und verhaftete am 16. Oktober 1939 Kapelle und fünf weitere Widerstandskämpfer. Im Gerichtsprozess nahm Kapelle die Schuld auf sich und rettete so den Mitangeklagten, unter anderem Erich Ziegler, das Leben. Am 21. Februar 1941 verhängte das Gericht gegen ihn ein Todesurteil, das am 1. Juli 1941 in Plötzensee vollstreckt wurde.
Sein Grab befindet sich auf dem Tempelhofer Parkfriedhof.

## Ehrungen
Seit 1951 heißt das ehemalige Friedrich-Karl-Ufer in Berlin-Mitte (die Uferstraße zwischen Alexanderufer und Schiffbauerdamm) zu seinen Ehren Kapelle-Ufer. Es gibt auch noch eine Heinz-Kapelle-Straße in Berlin-Prenzlauer Berg.
Da sich die NVA der DDR in Pflege und Fortsetzung der antifaschistischen deutschen Traditionen sah, erhielt am 1. März 1970 das Fliegerausbildungsgeschwader 15 der NVA-Luftstreitkräfte den Ehrennamen Heinz Kapelle.
Am Wohnhaus Weserstraße 168 in Berlin-Neukölln wurde am 17. September 1993 eine Berliner Gedenktafel zur Erinnerung an Heinz Kapelle eingeweiht.
Eine Gedenktafel befindet sich an der Ringmauer der Gedenkstätte der Sozialisten in Berlin-Friedrichsfelde.
Ein Zubringertrawler mit der Fischereikennnummer ROS 409 der „Artur Becker“-Baureihe und ein Frachtschiff des Typ X erhielten ebenfalls seinen Namen.
Ein Torpedoschnellboot der NVA vom Typ Shershen (Projekt 206 / Boot 207/18) war ebenfalls nach ihm benannt.
Im südbrandenburger Ort Wildgrube, in der Nähe von Bad Liebenwerda, wurde eine Schule nach ihm benannt. Sie hieß bis zur Schließung 1986 POS Heinz Kapelle.
Die Jugendherberge in Halbendorf/Spree trug seinen Namen.